# Walter Drumheller
Walter Edwin Drumheller (Sunbury, 9 novembre 1878 – Sunbury, 18 maggio 1958) è stato un velocista e mezzofondista statunitense.
Drumheller rappresentò l'Università della Pennsylvania nelle gare intercollegiali di atletica.
Prese parte ai Giochi olimpici di Parigi del 1900 nelle gare dei 400 metri piani e degli 800 metri piani. In entrambe le competizioni fu eliminato in batteria.
Nel 1902, si laureò in odontoiatria ma la sua attività di dentista durò ben poco. In seguito, fu eletto sindaco della sua città natale, Sunbury.